# Francisco de Contreras
Francisco de Contreras es un poeta de España del Barroco.
Poco se sabe sobre su vida. Nació en Argamasilla de Alba, provincia de Ciudad Real. En 1624 imprimió en Madrid la Nave trágica de la India de Portual, poema épico en tres cantos y cien octavas reales (I, 38; II, 21; III, 41) que traduce abreviadamente la crónica de Jerónimo de Corte-Real Naufragio e lastimoso sucesso da perdiçam de Manoel de Sousa de Sepulveda e dona Lianor de Sâ sua molher e filhos vindo da India... no cabo da Boa Esperança na terra do Natal (impreso póstumo, Lisboa, 1594). Se conserva un ejemplar en la Biblioteca del Museo Británico. Describe el naufragio del galeón San Juan frente a la Tierra de Natal en el Cabo de Buena Esperanza el 8 de junio de 1552. El libro fue aprobado por Lope de Vega, y elogian al autor en los preliminares el propio Fénix, Antonio Mira de Amescua, Rodrigo de Galiana, José de Samano, Pedro de Ypenarieta, que era Caballerizo del rey y caballero de la Orden de Calatrava, y Luis Ferreira entre otros. Sigue un texto en prosa en que el autor dedica el poema a Lope de Vega. El poema es de estilo exasperadamente culterano, muy difuso y afectado.
Aparte de este poema de épica culta escribió también un madrigal y una décima dedicadas al rey de Polonia Segismundo III, un soneto al príncipe Ladislao, dos décimas a las insignias del rey de Polonia y diversos madrigales a la nación polaca que se hallan en los preliminares de Narratio de proeliis gestis inter Polonum et Turcam anno 1620 et 1621 de Matías Titlewski. Igualmente es autor de dos poemas en latín, De serenisssimo Vladislao Poloniae et Suetiae Principe y otro publicado en las páginas 1888 y 189 de Fiestas de la Universidad de Salamanca al nacimiento de D. Baltasar Carlos, Salamanca 1630, recopiladas por fray Cristóbal de Lazárraga.

## Fuente
- VV. AA., La provincia de Ciudad Real - III. Arte y Cultura. Ciudad Real: Diputación Provincia, 1993, pp. 331-333.

- Datos: Q5867914